# Renault 8
Renault 8 je bil eden izmed nekdanjih avtomobilov francoske tovarne Renault. Bil je zasnovan kot štirirvratno družinsko vozilo. Prvič so ga javnosti predstavili leta 1962 in so ga izdelovali vse do leta 1973.
Obstajalo je več izpeljank modela. Vsi so imeli motor in pogon zadaj. Osnovni model je imel prostornino motorja 956 ccm in je razvil najvišjo hitrost 130 km/h.
Model so nekaj časa izdelovali tudi v ljubljanskem Litostroju.